# Tamias rufus
Tamias rufus е вид бозайник от семейство Катерицови (Sciuridae).